# Ziggy Stardust Tour
De Ziggy Stardust Tour was een tournee van de Britse muzikant David Bowie, die hem in 1972 en 1973 leidde door het Verenigd Koninkrijk, de Verenigde Staten en Japan. De tournee werd gehouden ter promotie van zijn albums The Rise and Fall of Ziggy Stardust and the Spiders from Mars en Aladdin Sane.

## Personeel
- David Bowie: zang, gitaar, mondharmonica
- Mick Ronson: gitaar, zang
- Trevor Bolder: basgitaar
- Mick "Woody" Woodmansey: drums
- Matthew Fisher: piano (20 april 1972 - 27 mei 1972)
- Robin Lumley: piano (2 juni 1972 - 15 juli 1972)
- Nicky Graham: piano (1 augustus 1972 - 7 september 1972)
- Mike Garson: piano, mellotron, orgel (22 september 1972 - 3 juli 1973)
- John Hutchinson: slaggitaar, akoestische gitaar (8 april 1973 - 20 april 1973 - 3 juli 1973)
- Aynsley Dunbar: additionele drums (8 april 1973 - 20 april 1973)
- Geoffrey A. MacCormack: achtergrondzang, percussie (19 januari 1973 - 3 juli 1973)
- Ken Fordham: saxofoon (19 januari 1973 - 3 juli 1973)
- Brian Wilshaw: saxofoon, fluit (19 januari 1973 - 3 juli 1973)

## Tourdata
| Datum                    | Stad                      | Land                | Locatie                        |
| Verenigd Koninkrijk      | Verenigd Koninkrijk       | Verenigd Koninkrijk | Verenigd Koninkrijk            |
| ------------------------ | ------------------------- | ------------------- | ------------------------------ |
| 29 januari 1972          | Aylesbury                 | Engeland            | Borough Assembly Hall          |
| 10 februari 1972         | Londen                    | Engeland            | Tolworth, Toby Jug             |
| 12 februari 1972         | Londen                    | Engeland            | Imperial College               |
| 14 februari 1972         | Brighton                  | Engeland            | Dome                           |
| 18 februari 1972         | Sheffield                 | Engeland            | University Rag                 |
| 23 februari 1972         | Chichester                | Engeland            | Chichester College             |
| 24 februari 1972         | Londen                    | Engeland            | Wallington, Public Hall        |
| 25 februari 1972         | Londen                    | Engeland            | Eltham, Avery Hill College     |
| 26 februari 1972         | Sutton Coldfield          | Engeland            | Belfry Hotel                   |
| 1 maart 1972             | Bristol                   | Engeland            | University                     |
| 4 maart 1972             | Portsmouth                | Engeland            | South Parade Pier, Southsea    |
| 7 maart 1972             | Yeovil                    | Engeland            | Yeovil College                 |
| 11 maart 1972            | Southampton               | Engeland            | Guild Hall                     |
| 14 maart 1972            | Bournemouth               | Engeland            | Chelsea Village                |
| 18 maart 1972            | Birmingham                | Engeland            | Town Hall                      |
| 24 maart 1972            | Newcastle upon Tyne       | Engeland            | Mayfair Ballroom               |
| 20 april 1972            | Harlow                    | Engeland            | The Playhouse                  |
| 21 april 1972            | Manchester                | Engeland            | Free Trade Hall                |
| 30 april 1972            | Plymouth                  | Engeland            | Guild Hall                     |
| 3 mei 1972               | Aberystwyth               | Wales               | University                     |
| 6 mei 1972               | Londen                    | Engeland            | Kingston Polytechnic           |
| 7 mei 1972               | Hemel Hempstead           | Engeland            | Pavilion                       |
| 11 mei 1972              | Worthing                  | Engeland            | Assembly Hall                  |
| 12 mei 1972              | Londen                    | Engeland            | Polytechnic of Central London  |
| 13 mei 1972              | Slough                    | Engeland            | Technical College              |
| 19 mei 1972              | Oxford                    | Engeland            | Polytechni                     |
| 25 mei 1972              | Bournemouth               | Engeland            | Chelsea Village                |
| 27 mei 1972              | Epsom                     | Engeland            | Ebbisham                       |
| 2 juni 1972              | Newcastle upon Tyne       | Engeland            | City Hall                      |
| 3 juni 1972              | Liverpool                 | Engeland            | Stadium                        |
| 4 juni 1972              | Preston                   | Engeland            | Public Hall                    |
| 6 juni 1972              | Bradford                  | Engeland            | St George's Hall               |
| 7 juni 1972              | Sheffield                 | Engeland            | City Hall                      |
| 8 juni 1972              | Middlesbrough             | Engeland            | Town Hall                      |
| 13 juni 1972             | Bristol                   | Engeland            | Colston Hall                   |
| 16 juni 1972             | Torquay                   | Engeland            | Town Hall                      |
| 17 juni 1972             | Oxford                    | Engeland            | Town Hall                      |
| 19 juni 1972             | Southampton               | Engeland            | Civic Centre                   |
| 21 juni 1972             | Dunstable                 | Engeland            | Civic Hall                     |
| 25 juni 1972             | Croydon                   | Engeland            | Greyhound                      |
| 1 juli 1972              | Weston-super-Mare         | Engeland            | Winter Gardens Pavilion        |
| 2 juli 1972              | Torquay                   | Engeland            | Rainbow Pavilion               |
| 8 juli 1972              | Londen                    | Engeland            | Royal Festival Hall            |
| 15 juli 1972             | Aylesbury                 | Engeland            | Friars Borough Hall            |
| 19 augustus 1972         | Londen                    | Engeland            | Rainbow Theatre                |
| 20 augustus 1972         | Londen                    | Engeland            | Rainbow Theatre                |
| 27 augustus 1972         | Bristol                   | Engeland            | Locarno Electric Village       |
| 30 augustus 1972         | Londen                    | Engeland            | Rainbow Theatre                |
| 31 augustus 1972         | Boscombe                  | Engeland            | Royal Ballroom                 |
| 1 september 1972         | Doncaster                 | Engeland            | Top Rank Suite                 |
| 2 september 1972         | Manchester                | Engeland            | Hard Rock                      |
| 3 september 1972         | Manchester                | Engeland            | Hard Rock                      |
| 4 september 1972         | Liverpool                 | Engeland            | Top Rank Suite                 |
| 5 september 1972         | Sunderland                | Engeland            | Top Rank Suite                 |
| 6 september 1972         | Sheffield                 | Engeland            | Top Rank Suite                 |
| 7 september 1972         | Hanley                    | Engeland            | Top Rank Suite                 |
| Verenigde Staten         |                           |                     |                                |
| 22 september 1972        | Cleveland, Ohio           | Verenigde Staten    | Music Hall                     |
| 24 september 1972        | Memphis, Tennessee        | Verenigde Staten    | Ellis Auditorium               |
| 28 september 1972        | New York, New York        | Verenigde Staten    | Carnegie Hall                  |
| 1 oktober 1972           | Boston, Massachusetts     | Verenigde Staten    | Music Hall1                    |
| 7 oktober 1972           | Chicago, Illinois         | Verenigde Staten    | Auditorium Theater             |
| 8 oktober 1972           | Detroit, Michigan         | Verenigde Staten    | Fisher Theater                 |
| 11 oktober 1972          | Saint Louis, Missouri     | Verenigde Staten    | Kiel Auditorium                |
| 15 oktober 1972          | Kansas City, Kansas       | Verenigde Staten    | Memorial Hall                  |
| 20 oktober 1972          | Santa Monica, Californië  | Verenigde Staten    | Santa Monica Civic Auditorium2 |
| 21 oktober 1972          | Santa Monica, Californië  | Verenigde Staten    | Santa Monica Civic Auditorium2 |
| 27 oktober 1972          | San Francisco, Californië | Verenigde Staten    | Winterland Auditorium          |
| 28 oktober 1972          | San Francisco, Californië | Verenigde Staten    | Winterland Auditorium          |
| 1 november 1972          | Seattle, Washington       | Verenigde Staten    | Paramount Theater              |
| 5 november 1972          | Phoenix                   | Verenigde Staten    | Celebrity Theater              |
| 11 november 1972         | Dallas, Texas             | Verenigde Staten    | Majestic Theater               |
| 12 november 1972         | Houston, Texas            | Verenigde Staten    | Music Hall                     |
| 14 november 1972         | New Orleans, Louisiana    | Verenigde Staten    | Loyola University              |
| 17 november 1972         | Dania, Florida            | Verenigde Staten    | Pirates World                  |
| 20 november 1972         | Nashville, Tennessee      | Verenigde Staten    | The Municipal Auditorium       |
| 22 november 1972         | New Orleans, Louisiana    | Verenigde Staten    | The Warehouse                  |
| 25 november 1972         | Cleveland, Ohio           | Verenigde Staten    | Public Auditorium3             |
| 26 november 1972         | Cleveland, Ohio           | Verenigde Staten    | Public Auditorium3             |
| 28 november 1972         | Pittsburgh, Pennsylvania  | Verenigde Staten    | Stanley Theater                |
| 30 november 1972         | Upper Darby, Pennsylvania | Verenigde Staten    | Tower Theater                  |
| 1 december 1972          | Upper Darby, Pennsylvania | Verenigde Staten    | Tower Theater                  |
| 2 december 1972          | Upper Darby, Pennsylvania | Verenigde Staten    | Tower Theater                  |
| Verenigd Koninkrijk      |                           |                     |                                |
| 23 december 1972         | Londen                    | Engeland            | Rainbow Theatre                |
| 24 december 1972         | Londen                    | Engeland            | Rainbow Theatre                |
| 28 december 1972         | Manchester                | Engeland            | Hard Rock                      |
| 29 december 1972         | Manchester                | Engeland            | Hard Rock                      |
| 5 januari 1973           | Glasgow                   | Schotland           | Green's Playhouse              |
| 6 januari 1973           | Edinburgh                 | Schotland           | Empire Theatre                 |
| 7 januari 1973           | Newcastle upon Tyne       | Engeland            | City Hall                      |
| 9 januari 1973           | Preston                   | Engeland            | Guild Hall                     |
| Verenigde Staten         |                           |                     |                                |
| 14 februari 1973         | New York, New York        | Verenigde Staten    | Radio City Music Hall          |
| 15 februari 1973         | New York, New York        | Verenigde Staten    | Radio City Music Hall          |
| 16 februari 1973         | Upper Darby, Pennsylvania | Verenigde Staten    | Tower Theater                  |
| 17 februari 1973 2 shows | Upper Darby, Pennsylvania | Verenigde Staten    | Tower Theater                  |
| 18 februari 1973 2 shows | Upper Darby, Pennsylvania | Verenigde Staten    | Tower Theater                  |
| 19 februari 1973 2 shows | Upper Darby, Pennsylvania | Verenigde Staten    | Tower Theater                  |
| 23 februari 1973         | Nashville, Tennessee      | Verenigde Staten    | War Memorial Auditorium        |
| 26 februari 1973 2 shows | Memphis, Tennessee        | Verenigde Staten    | Ellis Auditorium               |
| 1 maart 1973             | Detroit, Michigan         | Verenigde Staten    | Masonic Temple                 |
| 2 maart 1973             | Detroit, Michigan         | Verenigde Staten    | Masonic Temple                 |
| 10 maart 1973            | Long Beach, Californië    | Verenigde Staten    | Long Beach Arena               |
| 12 maart 1973            | Long Beach, Californië    | Verenigde Staten    | Hollywood Palladium            |
| Japan                    |                           |                     |                                |
| 8 april 1973             | Tokio                     | Japan               | Shinjuku Koseinenkin Kaikan    |
| 10 april 1973            | Tokio                     | Japan               | Shinjuku Koseinenkin Kaikan    |
| 11 april 1973            | Tokio                     | Japan               | Shinjuku Koseinenkin Kaikan    |
| 12 april 1973            | Nagoya                    | Japan               | Kokaido                        |
| 14 april 1973            | Hiroshima                 | Japan               | Yubin Chokin Kaikan            |
| 16 april 1973            | Kobe                      | Japan               | Kobe Kokusai Kaikan            |
| 17 april 1973            | Osaka                     | Japan               | Koseinenkin Kaikan             |
| 18 april 1973            | Tokio                     | Japan               | Shibuya Kokaido                |
| 20 april 1973            | Tokio                     | Japan               | Shibuya Kokaido                |
| Verenigd Koninkrijk      |                           |                     |                                |
| 12 mei 1973              | Londen                    | Engeland            | Earl's Court                   |
| 16 mei 1973              | Aberdeen                  | Schotland           | Music Hall                     |
| 17 mei 1973              | Dundee                    | Schotland           | Caird Hall                     |
| 18 mei 1973 2 shows      | Glasgow                   | Schotland           | Green's Playhouse              |
| 19 mei 1973              | Edinburgh                 | Schotland           | Empire Theatre                 |
| 21 mei 1973 2 shows      | Norwich                   | Engeland            | Theatre Royal                  |
| 22 mei 1973              | Romford                   | Engeland            | Odeon Theatre                  |
| 23 mei 1973              | Brighton                  | Engeland            | Dome                           |
| 24 mei 1973              | Lewisham                  | Engeland            | Odeon                          |
| 25 mei 1973              | Bournemouth               | Engeland            | Winter Gardens                 |
| 27 mei 1973 2 shows      | Guildford                 | Engeland            | Civic Hall                     |
| 28 mei 1973              | Wolverhampton             | Engeland            | Civic Hall                     |
| 29 mei 1973              | Hanley                    | Engeland            | Victoria Hall                  |
| 30 mei 1973              | Oxford                    | Engeland            | New Theatre                    |
| 31 mei 1973              | Blackburn                 | Engeland            | King George's Hall             |
| 1 juni 1973              | Bradford                  | Engeland            | St George's Hall               |
| 3 juni 1973              | Coventry                  | Engeland            | New Theatre                    |
| 4 juni 1973              | Worcester                 | Engeland            | Gaumont                        |
| 6 juni 1973 2 shows      | Sheffield                 | Engeland            | City (Oval) Hall               |
| 7 juni 1973 2 shows      | Manchester                | Engeland            | Free Trade Hall                |
| 8 juni 1973 2 shows      | Newcastle upon Tyne       | Engeland            | City Hall                      |
| 9 juni 1973              | Preston                   | Engeland            | Guild Hall                     |
| 10 juni 1973 2 shows     | Liverpool                 | Engeland            | Empire Theatre                 |
| 11 juni 1973             | Leicester                 | Engeland            | De Montfort Hall               |
| 12 juni 1973 2 shows     | Chatham                   | Engeland            | Central Hall                   |
| 13 juni 1973             | Kilburn                   | Engeland            | Gaumont                        |
| 14 juni 1973             | Salisbury                 | Engeland            | City Hall                      |
| 15 juni 1973 2 shows     | Taunton                   | Engeland            | Odeon                          |
| 16 juni 1973 2 shows     | Torquay                   | Engeland            | Town Hall                      |
| 18 juni 1973 2 shows     | Bristol                   | Engeland            | Colston Hall                   |
| 19 juni 1973             | Southampton               | Engeland            | Guild Hall                     |
| 21 juni 1973 2 shows     | Birmingham                | Engeland            | Town Hall                      |
| 22 juni 1973 2 shows     | Birmingham                | Engeland            | Town Hall                      |
| 23 juni 1973             | Boston                    | Engeland            | Gilderdrome                    |
| 24 juni 1973 2 shows     | Croydon                   | Engeland            | Fairfield Hall                 |
| 25 juni 1973 2 shows     | Oxford                    | Engeland            | New Theatre                    |
| 26 juni 1973             | Oxford                    | Engeland            | New Theatre                    |
| 27 juni 1973             | Doncaster                 | Engeland            | Top Rank                       |
| 28 juni 1973             | Bridlington               | Engeland            | Spa Ballroom                   |
| 29 juni 1973             | Leeds                     | Engeland            | Rolarena                       |
| 30 juni 1973 2 shows     | Newcastle upon Tyne       | Engeland            | Civic Hall                     |
| 2 juli 1973              | Londen                    | Engeland            | Hammersmith Odeon4             |
| 3 juli 1973              | Londen                    | Engeland            | Hammersmith Odeon4             |

- 1 Vier nummers van het concert in de Music Hall in Boston op 1 oktober 1972 verschenen op de bonus-cd bij de heruitgave van het album Aladdin Sane in 2003.
- 2 Het concert in het Santa Monica Civic Auditorium in Santa Monica op 20 oktober 1972 verscheen op het livealbum Live Santa Monica '72 in 2008. Ook verscheen één nummer op de bonus-cd bij de heruitgave van het album Aladdin Sane in 2003.
- 3 Eén nummer van het concert in het Public Auditorium in Cleveland op 25 november 1972 verscheen op de bonus-cd bij de heruitgave van het album Aladdin Sane in 2003.
- 4 De show in Londen op 3 juli 1973 werd in de bioscoop vertoond onder de naam Ziggy Stardust and the Spiders from Mars in 1983 en verscheen op het album Ziggy Stardust - The Motion Picture in hetzelfde jaar.

## Gespeelde nummers
Van David Bowie (1969)
- "Space Oddity"
- "Wild Eyed Boy from Freecloud"
- "Memory of a Free Festival"

Van The Man Who Sold the World (1970)
- "The Width of a Circle"
- "The Supermen"

Van Hunky Dory (1971)
- "Changes"
- "Oh! You Pretty Things"
- "Life on Mars?"
- "Quicksand"
- "Andy Warhol"
- "Song for Bob Dylan"
- "Queen Bitch"

Van The Rise and Fall of Ziggy Stardust and the Spiders from Mars (1972)
- "Five Years"
- "Soul Love"
- "Moonage Daydream"
- "Starman"
- "Lady Stardust"
- "Hang On to Yourself"
- "Ziggy Stardust"
- "Suffragette City"
- "Rock 'n' Roll Suicide"

Van Aladdin Sane (1973)
- "Watch That Man"
- "Aladdin Sane (1913-1938-197?)"
- "Drive-In Saturday"
- "Panic in Detroit"
- "Cracked Actor"
- "Time"
- "The Prettiest Star"
- "Let's Spend the Night Together" (oorspronkelijk van The Rolling Stones)
- "The Jean Genie"

Van Pin Ups (1973)
- "I Can't Explain" (oorspronkelijk van The Who)

Van Black Tie White Noise (1993)
- "I Feel Free" (oorspronkelijk van Cream)

Overige nummers
- "Ode an die Freude" (uit de Negende Symfonie van Beethoven als openingsmuziek voor de show)
- "All the Young Dudes" (oorspronkelijk van Mott the Hoople)
- "Amsterdam" (oorspronkelijk van Jacques Brel)
- "John, I'm Only Dancing" (non-album single van Bowie uit 1972)
- "Love Me Do" (oorspronkelijk van The Beatles, als onderdeel van een medley met I'm "The Jean Genie")
- "My Death" (oorspronkelijk van Jacques Brel)
- "Round and Round" (oorspronkelijk van Chuck Berry als "Around and Around")
- "Sweet Jane" (oorspronkelijk van The Velvet Underground)
- "This Boy" (oorspronkelijk van The Beatles)
- "Waiting for the Man" (oorspronkelijk van The Velvet Underground als "I'm Waiting for the Man")
- "White Light/White Heat" (oorspronkelijk van The Velvet Underground)